# Dziennik Rolniczy
Dziennik Rolniczy – dwutygodnik wydawany w Krakowie w latach 1862–1869 pod redakcją Marcelego Jawornickiego, organ Towarzystwa Gospodarczo-Rolniczego Krakowskiego.
Stanowił on kontynuację wydawanych wcześniej periodyków Towarzystwa które w swoim statucie zobowiązało się do wydawania dziennika dla obeznawiania ziemian z nauką gospodarską i podawania do ich wiadomości wszelkich odkryć i wynalazków dla zawodu rolniczego. Od połowy 1851 wydawano „Roczniki C.K. Towarzystwa Gospodarczo-Rolniczego Krakowskiego”, które niestety nie rozchodziły się w zbyt dużym nakładzie i przynosiły straty. W rezultacie w czerwcu 1853 r. postanowiono wydawać tygodnik. Był to „Tygodnik Przemysłowo-Rolniczy”, który wychodził w latach 1854–1862.
26 lutego 1862 na walnym zebraniu Towarzystwo Gospodarczo-Rolnicze Krakowskie uchwaliło wprowadzenie zmian w wydawanym piśmie. Pierwszy numer „Dziennika Rolniczego” ukazał się 15 października 1862 roku. W artykule wstępnym Od Komitetu czytamy, że zadaniem pisma będzie pokazywanie: 1. Obrazu działalności Towarzystwa na polu rolnictwa i przemysłu 2. Postępu i rozwoju rolnictwa i przemysłu w ogóle 3. Stanu i rozwoju rolnictwa i przemysłu w kraju  Wśród autorów byli m.in. Karol Langie, Kazimierz Wodzicki, Jerzy Jerzmanowski, Wiktor Bylicki, Felicjan Szybalski, Antoni Gostkowski, Robert Nabielak, Piotr Seiman.
Pismo było drukowane w Drukarni Czasu w Krakowie. Ostatni numer 12 ukazał się 15 czerwca 1869 roku. Jego wydawanie zawieszono 1 lipca 1869 z powodu zbyt małej liczby prenumeratorów.